# Vladimir Dišljenković
Vladimir Dišljenković (Servisch: Владимир Дишљенковић, Oekraïens: Владимир Дишлєнкович) (Belgrado, 2 juli 1981) is een voormalig Servisch voetballer die dienstdeed als doelman. Hij verruilde in augustus 2010 Metalurg Donetsk voor Metalist Charkov. Dišljenković debuteerde in 2004 in het voetbalelftal van Servië en Montenegro en in 2008 in het Servisch voetbalelftal.

## Carrière

### Servië
Dišljenković genoot zijn jeugopleiding bij Rode Ster Belgrado, als 17-jarige speler werd hij reeds bij het eerste elftal gehaald als tweede keeper. In zijn eerste seizoen keepte hij drie wedstrijden voor zijn team. De twee opvolgende seizoenen werd de keeper uitgeleend aan respectievelijk Napredak Kruševac en Hajduk Belgrado, met beide clubs speelde Dišljenković in de tweede klasse in Servië. Met de club uit Kruševac haalde Dišljenković de finale van de beker, maar bij Hajduk Belgrado speelde hij pas voor het eerst een compleet seizoen.
Doordat Dišljenković goed presteerde bij Hajduk Belgrado, werd hij in de zomer van 2001 teruggehaald naar Rode Ster. De navolgende seizoenen was Dišljenković de eerste keeper in Stadion Marakana. In seizoen 2002/03 miste hij veel wedstrijden door een blessure. Door verder constant goed te presteren en het winnen van de dubbel met zijn club in 2004, maakte de Servische keeper halverwege het seizoen 2004/05 de overstap naar Metalurg Donetsk.

### Oekraïne
Na een wat aarzelend begin bij Metalurg Donetsk, is het Dišljenković gelukt om ook hier eerste keeper te worden. Door langdurig goede prestaties schopte hij het tot vaste tweede keeper van de Servisch nationale ploeg. Met Metalurg streed hij jarenlang met Dnipro Dnipropetrovsk om de derde plaats in de nationale competitie, achter de twee Oekraïnes grootmachten Dynamo Kiev en stadsgenoot Sjachtar Donetsk. Daarna kon Metalurg echter geen aanspraak meer maken op een plek in de subtop. Dišljenković besloot zijn contract niet meer te verlengen en trok in 2010 naar Metalist Charkov.

## Nationaal elftal
Dišljenković maakte op 28 mei 2008 zijn officiële debuut voor het Servië in de oefenwedstrijd tegen Rusland. Bij afwezigheid van de eerste keeper van Servië, Vladimir Stojković, stond Dišljenković onder de lat. Normaal gesproken is hij de vaste tweede keeper.

## Statistieken
| seizoen | club                | land                 | competitie          | wed. | goals |
| ------- | ------------------- | -------------------- | ------------------- | ---- | ----- |
| 1998/99 | Rode Ster Belgrado  | Joegoslavië          | Meridian Superliga  | 3    | 0     |
| 1999/00 | → Napredak Kruševac | Joegoslavië          | Prva Liga           | 1    | 0     |
| 2000/01 | → Hajduk Beograd    | Joegoslavië          | Prva Liga           | 30   | 0     |
| 2001/02 | Rode Ster Belgrado  | Joegoslavië          | Meridian Superliga  | 21   | 0     |
| 2002/03 | Rode Ster Belgrado  | Servië en Montenegro | Meridian Superliga  | 4    | 0     |
| 2003/04 | Rode Ster Belgrado  | Servië en Montenegro | Meridian Superliga] | 24   | 0     |
| 2004/05 | Rode Ster Belgrado  | Servië en Montenegro | SuperLiga           | 6    | 0     |
| 2004/05 | Metalurg Donetsk    | Oekraïne             | Vysjtsja Liha       | 3    | 0     |
| 2005/06 | Metalurg Donetsk    | Oekraïne             | Vysjtsja Liha       | 14   | 0     |
| 2006/07 | Metalurg Donetsk    | Oekraïne             | Vysjtsja Liha       | 3    | 0     |
| 2007/08 | Metalurg Donetsk    | Oekraïne             | Vysjtsja Liha       | 27   | 0     |
| 2008/09 | Metalurg Donetsk    | Oekraïne             | Vysjtsja Liha       | 25   | 0     |
| 2009/10 | Metalurg Donetsk    | Oekraïne             | Vysjtsja Liha       | 20   | 0     |
| 2010/11 | Metalist Charkov    | Oekraïne             | Vysjtsja Liha       | 18   | 0     |
| 2011/12 | Metalist Charkov    | Oekraïne             | Vysjtsja Liha       | 14   | 0     |
| 2012/13 | Metalist Charkov    | Oekraïne             | Vysjtsja Liha       | 5    | 0     |
| 2013/14 | Metalist Charkov    | Oekraïne             | Vysjtsja Liha       | 15   | 0     |
| 2014/15 | Metalist Charkov    | Oekraïne             | Vysjtsja Liha       | 3    | 0     |

## Erelijst
- Kampioen van Klein-Joegoslavië: 1999
- Kampioen van Servië & Montenegro: 2004
- Winnaar Beker Servië & Montenegro: 2004